# Zatypota discolor
Zatypota discolor là một loài tò vò trong họ Ichneumonidae.